# Luis María Peña
Luis María Juan José Peña es un abogado y  funcionario público argentino retirado. Fue director de auditoría fiscal en la Dirección General Impositiva, durante la primera presidencia de Carlos Menem, y luego vicegobernador de la provincia de Santiago del Estero.

## Reseña biográfica
Luis María Peña ingresó a la administración pública en 1955. A lo largo de los años fue escalando posiciones, y entre 1992 y 1994 llegó a ser director de Auditoría Fiscal en la Dirección General Impositiva.
Es recordado en ese cargo por haber liderado el grupo denominado “Los Intocables”. Realizaba denuncias y resonantes operativos a grandes evasores fiscales, a quienes trataba con dureza. Se dedicó a perseguir a evasores famosos como Alberto Samid, Angelo Paolo o Cintoplom, entre otros. También investigó y denunció a Franco Macri por contrabando de auto partes.
En 1995 fue vicegobernador de la provincia de Santiago del Estero, acompañando a Carlos Juárez en la fórmula. Renunció a los pocos meses por desacuerdos con la esposa de Juárez, Mercedes Aragonés.
Posteriormente, fundó una consultora impositiva desde donde asesoró a seis provincias del Noroeste argentino.